# Jerusalemkreuz

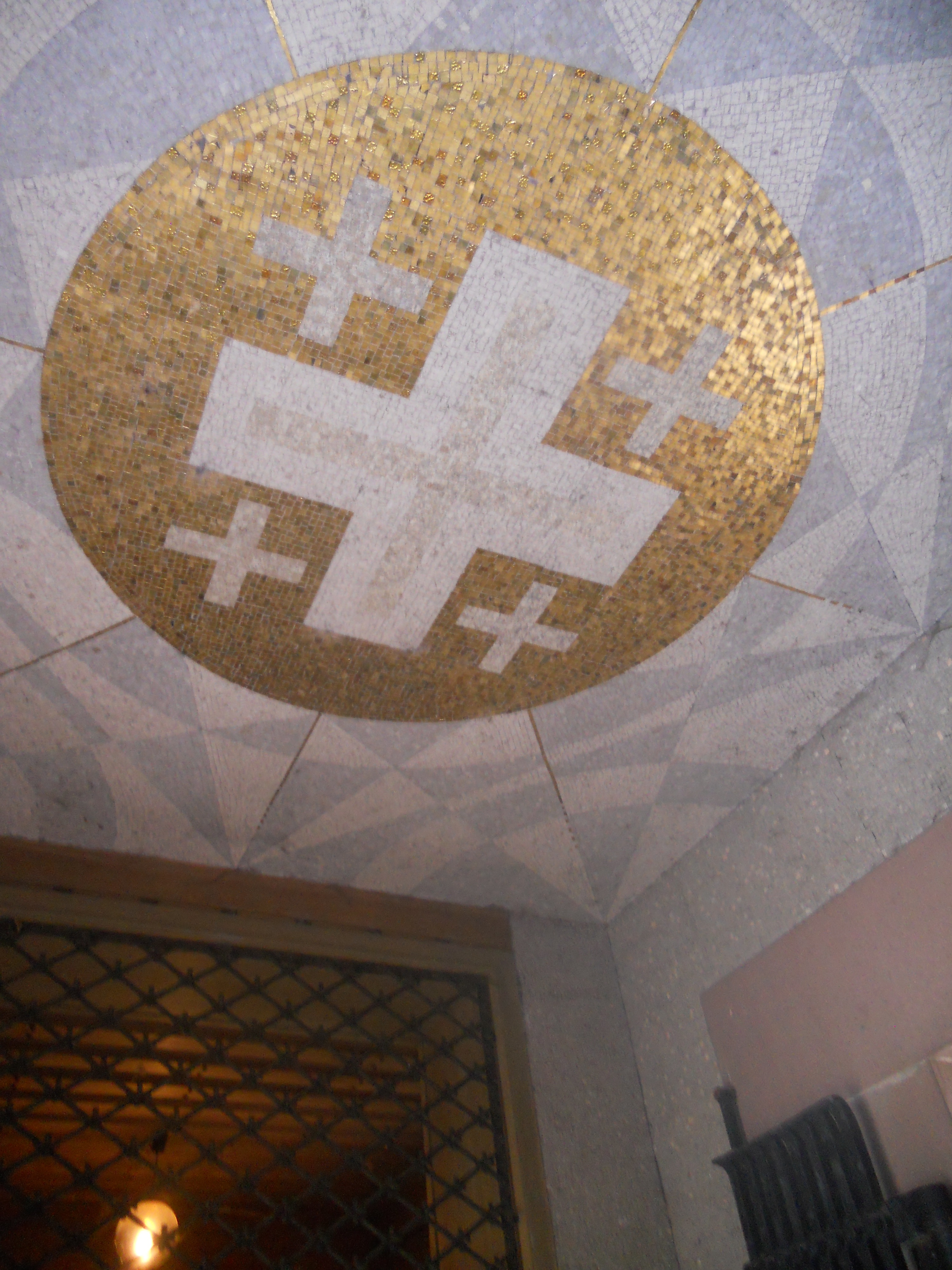
Deutscher Soldatenfriedhof Langemark

Das Jerusalemkreuz ist ein griechisches Kreuz, bei dem in den vier Quadranten nochmals jeweils ein kleineres griechisches Kreuz angeordnet ist. In einigen Darstellungen tritt an die Stelle des großen Mittenkreuzes ein Kruckenkreuz. Die fünf Kreuze des Jerusalemkreuzes werden als die fünf Wunden Christi gedeutet. In älteren heraldischen Werken wird es auch als „Hierosolymitanisches Kreuz“ (der Grabesritter, OESSH) bezeichnet.

## Geschichte

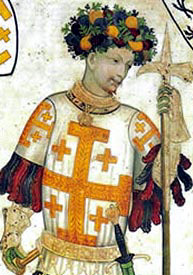
Gottfried von Bouillon, erster Regent des Königreichs Jerusalem

Das Jerusalemkreuz wurde erstmals 1099 vom Kreuzritter Gottfried von Bouillon als Wappen verwendet, der seit 1089 Herzog von Niederlothringen war. Das damalige Herzogtum umfasste neben dem nördlichen Rheinland und großen Teilen der heutigen Niederlande auch, unter Ausnahme der Grafschaft Flandern, das heutige Belgien sowie einen Teil Nordostfrankreichs. Gottfried von Bouillon war einer der Anführer des Ersten Kreuzzugs und gründete das Königreich Jerusalem, trug als sein Regent den Titel Beschützer des Heiligen Grabes (den Königstitel trug er noch nicht). Er machte das Wappen des Herzogtums Bouillon, das belgische Krückenkreuz mit vier zusätzlichen Griechischen Kreuzen, zum Symbol und Staatswappen des Königreichs Jerusalem. Dort wurde es in gold auf silber bis 1291 verwendet. 
Im 14. Jahrhundert wurde das Kreuz in roter Farbe unter König Giorgi V. dem Strahlenden bis zum 15. Jahrhundert zur Flagge Georgiens. Die meist adligen Jerusalempilger, die am Heiligen Grab zum Ritter des Ritterordens vom Heiligen Grab zu Jerusalem geschlagen wurden, erkoren es im 14. Jahrhundert ebenfalls zu ihrem Emblem, ähnlich den Kanonikern vom Heiligen Grab. Auch das mittelalterliche Brandenburg-Preußische Frauenkloster Stift Heiligengrabe wählte das Jerusalemkreuz zu seinem Emblem.
Im 19. Jahrhundert wurde das Jerusalemkreuz (in der ursprünglichen goldenen Form) zum Zeichen des Wingolfsbundes. 1898 stiftete Kaiser Wilhelm II. nach seiner Palästinafahrt einen Jerusalem-Kreuz genannten Orden. In der Weimarer Republik übernahm (in Anlehnung an den Wingolf) die evangelische Kirche in Deutschland das Jerusalemkreuz als Kirchenfahne; denn viele Gemeinden weigerten sich das republikanische Schwarz-Rot-Gold zu flaggen. Heute wird das Jerusalemkreuz als Logo des Deutschen Evangelischen Kirchentags und des Deutschen Vereins vom Heiligen Lande verwendet. Seit Januar 2004 ist ein rotes Jerusalemkreuz wieder die Flagge Georgiens.
In der Stadt Jerusalem selbst ist das Jerusalemkreuz mindestens so präsent wie das Wappen Jerusalems. Gerade auch die Kirchen der Stadt verwenden gern dieses Sujet, da sie meist auch von den Kreuzfahrern gebaut wurden. Ebenso findet man das Jerusalemkreuz in der Kreuzfahrerfestung in Akko. Heutzutage ist es zudem ein beliebtes Symbol auf Souvenirs der Stadt Jerusalem (Schlüsselanhänger etc.). Auch außerhalb Jerusalems findet sich das Kreuz an vielen Kirchen im ganzen Bereich des damaligen Königreichs Jerusalem, ganz besonders an maronitischen Kirchen und Klöstern im Libanon.

## Varianten des Jerusalemkreuzes

Königreich Jerusalem (1099–1291)
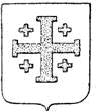
Antonio Manno: Vocabolario Araldico Ufficiale, Rom 1907
Quadratstellung
Lateinisches Kaiserreich mit nimbierten Kreuzen

## Verwendungen des Jerusalemkreuzes

### Historische Beispiele

Jerusalemkreuz an einem Kloster in Sidon, Libanon
Wappen von Karl V.
Wappen von Joseph II.
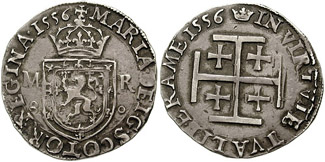
Testoon (Silber, 6,02 g) der Maria Stuart. Erste Periode, Type III, datiert 1556
Wappen des Hauses Gonzaga, 1575
Wappen des Königreichs beider Sizilien, 1816–1861
Wappen von Alfons XIII. von Spanien. (1931 variante)

### Zeitgenössische Beispiele

Flagge Georgiens mit Jerusalemkreuz in Rot
Kreuz des Ritterordens vom Heiligen Grab zu Jerusalem in Rot
Logo des Deutschen Evangelischen Kirchentags
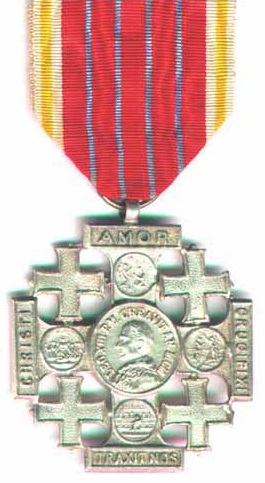
Jerusalem-Pilgerkreuz
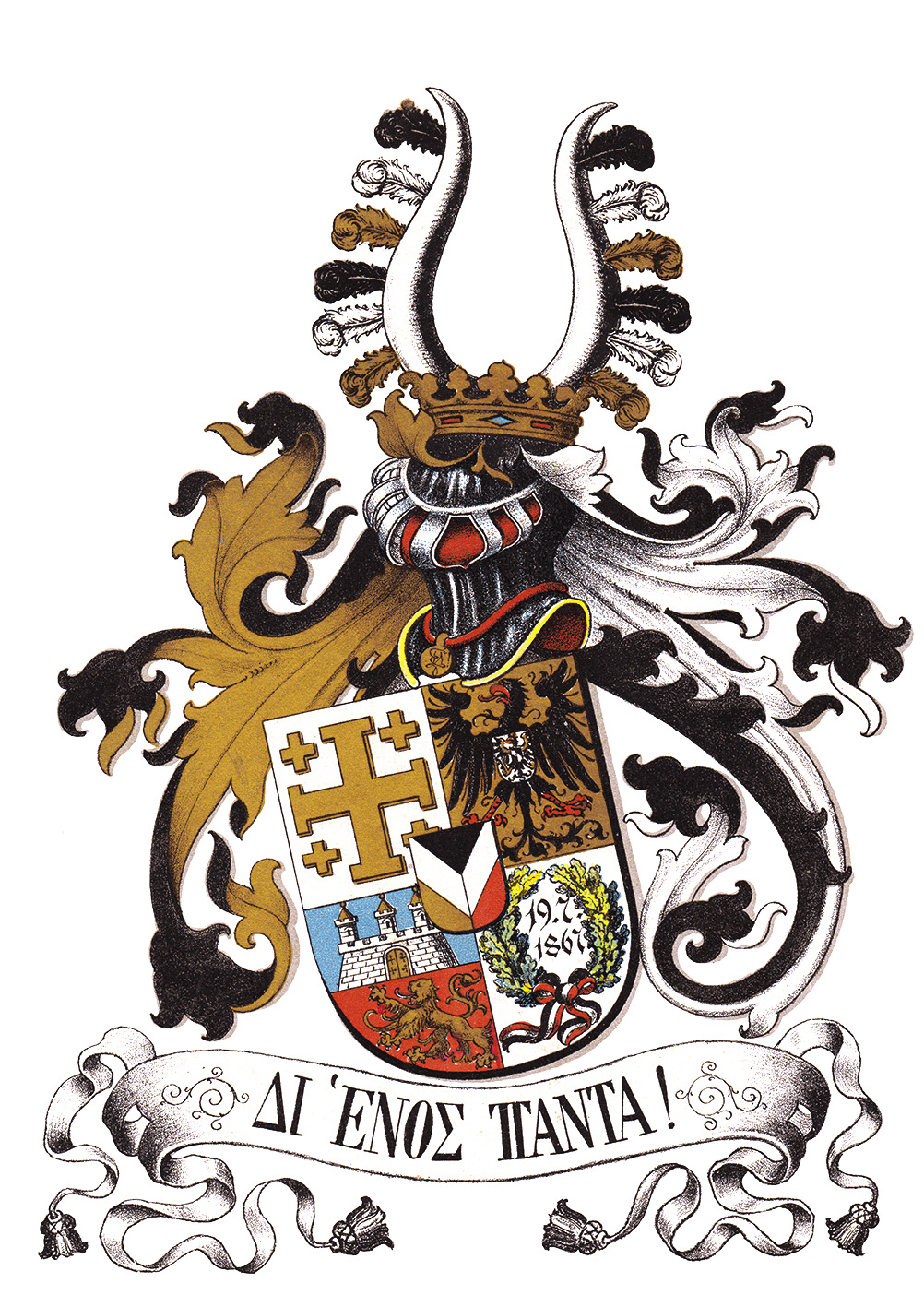
Wappen des Göttinger Wingolf
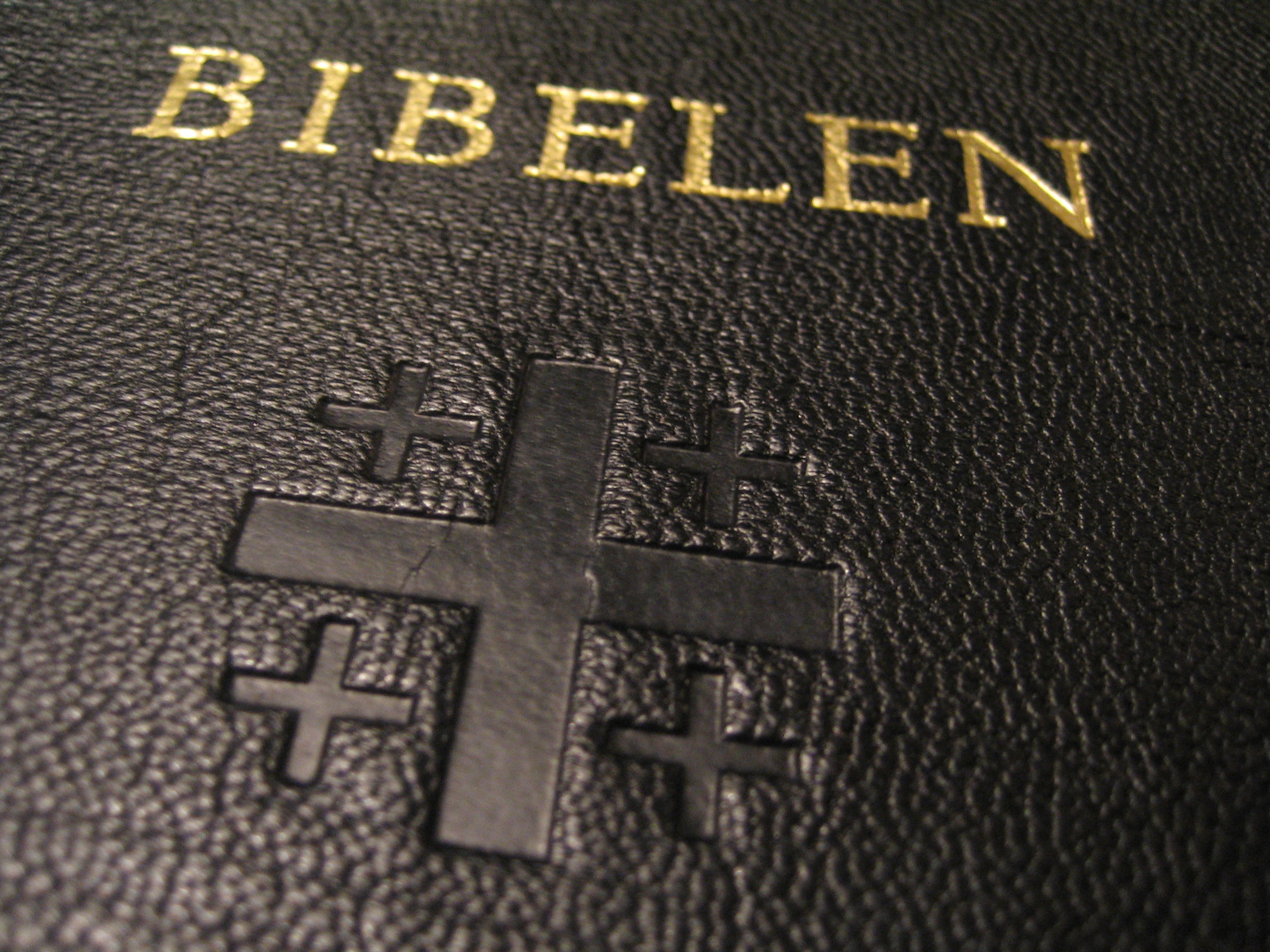
Buchdeckel einer norwegischen Bibel
Vier Ecktürme des Archiconvent der Templer in München